# Nidularium espiritosantense
Nidularium espiritosantense är en gräsväxtart som beskrevs av Elton Martinez Carvalho Leme. Nidularium espiritosantense ingår i släktet Nidularium och familjen Bromeliaceae. Inga underarter finns listade i Catalogue of Life.